# Coco Briaval
Coco Briaval est une formation de jazz manouche qui a été créée en 1964 par son leader Henri Briaval, dit Coco, et ses deux frères cadets Gilbert et René. Aujourd'hui les enfants ont rejoint la première génération de musiciens.

## Fratrie
Les trois frères Briaval sont originaires de Montargis dans le Loiret. L'aîné Henri vit le jour le 17 février 1949, René le 2 avril 1951 et Gilbert le 3 juillet 1952. Leur père, Yeniche, abandonna son métier de mécanicien le jour où il épousa leur mère Rose Glaudio, une Sinté piémontaise, chanteuse de l'entourage de Django Reinhardt. La famille Briaval vivait en verdine ; le père gagnait sa vie en vendant au porte-à-porte, essayant de se sédentariser dans le village provençal d'Eygalières dans les Bouches-du-Rhône. Mais à la grande joie des enfants, il fallut reprendre le voyage car leur mère ne supportait pas la sédentarisation. Coco Briaval, l'aîné, très attiré par la musique, trouva une vieille guitare mandoline sans cordes qui fut réparée avec les moyens du bord, René l'imita rapidement tandis que Gilbert se fit une joie de les accompagner sur des objets de la vie domestique en guise de percussions. Leur père leur fit donner quelques leçons à Arles puis à Avignon avec Loulou Aprin qui accompagnait Colette Renard et ils commencèrent à se produire dans le sud de la France.

## Début de carrière
C'est de façon un peu inattendue que l'aventure commence pour les trois frères. Une équipe technique et artistique de Philips se trouva à Arles en 1965 ; le directeur artistique de la maison de disques, Francis Héritier se rendait en Provence pour enregistrer un groupement de folklore provençal, l'Escolo Mistralenco avec galoubets et tambourins. Ils insistèrent tant que le producteur consentit à les écouter et fit enregistrer sur le champ un bout d'essai qu'il rapporta à Paris pour évaluation. Cela déboucha sur une première signature de contrat avec la maison de disques Philips,, consacrant un travail régulier de répétitions et de séances d'enregistrement à Paris. Dans leur premier disque sous l'étiquette Philips, les trois frères bénéficient du soutien de la contrebasse d'un musicien itinérant espagnol, Diego Bernal, alors âgé de 19 ans, qui sera pendant quelques années le quatrième membre du quartet Coco Briaval avant que le groupe manouche ne décide de jouer sans contrebasse, ce qui créa leur originalité et leur style particulier pendant deux décennies au moins. Les Briaval entrent à la SACEM ès qualités d'auteurs et compositeurs en 1966 alors qu'ils sont encore tous mineurs[source insuffisante], et signent la musique du générique de l'émission Entrée libre de France Inter, présentés à la Maison de la Radio par leur ami du voyage Jean-Louis Foulquier. Gilbert Briaval devient un batteur au tempo très technique, René Briaval joue la guitare d'accompagnement tandis que Henri Briaval, soliste sur une guitare Gibson provenant de Chicago, fait preuve d'une grande maturité musicale pour son âge dans un pur style manouche électrisé. Le manager Roland Gerbeau devient leur imprésario en 1966 au sein des studios Ducretet de leur nouvelle maison de disques Pathé Marconi. Comme tous les guitaristes manouches et les musiciens gitans, Coco est d'abord prisonnier du style imposé par Django, mais il réussit rapidement à aller plus loin, notamment en assimilant une partie de la technique des octaves chère à Wes Montgomery et empruntant la folie du jeu à Charlie Christian pour finalement libérer sa propre personnalité.

## Discographie
Coco Briaval a eu une discographie prolifique, enregistrant en début de carrière chez Philips, Polydor, Pathé Marconi (label Ducretet), Unidisc, Président et, depuis une décennie, chez des producteurs indépendants, notamment Naïve, LEPM, Art-Com et Sunset France.
- 1965 33 tours Philips P77.277L Les Briavals
- 1967 45 tours Ducretet-Thomson 460V729 Coco Nuts
- 1966 45 tours Ducretet-Thomson 460V732 Entrée Libre (générique de l'émission de France Inter la même année)
- 1967 45 tours Ducretet-Thomson 460V755 Amusez-vous guitares
- 1967 33 tours Polydor 658089 ligne Privilège Coco Briaval Quartet
- 1969 33 tours National Records 13156 Soirée avec Coco Briaval
- 1970 45 tours C.N.A.I. 20564 Jazz Quartet
- 1970 45 tours Unidisc UN 11057 American Folk Dances / Folklore américain
- 1971 45 tours Unidisc EX 45502 Coco Briaval
- 1975 33 tours Président 16156 Coco Briaval Amaura
- 1978 33 tours Unidisc UD 301363 Sur le chemin des Manouches ; autre édition sous le titre d'album Musique manouche / Gypsy Music
- 1979 45 tours Unidisc UD 11057 La Marseillaise - L'Internationale
- 1980 33 tours Cabana B.B. Music CA 94127 Coco Briaval Jazz Group
- 1981 33 tours EMI 238 Coco Briaval, Guitares du voyage
- 1982 45 tours Cabana B.B. Music CA 94235 Coco Briaval Jazz Group
- 1983 45 tours Cabana B.B. Music CA 94615 Premier mai - L'Internationale
- 1984 45 tours Cabana B.B. Music CA 94935 O.N.C.F. Amitié Solidarité
- 1987 33 tours Cabana B.B. Music CA 94799 Plein Sud
- 1997 CD SOS Provence LEPM 020 Gipsy Swing
- 1998 CD Art-Com, LEPM 000123 Grand Standards of Jazz (invité Boris Tomas, chant)
- 1999 CD Art-Com, LEPM 043602 L'âge d'or de la musique manouche
- 2000 CD Art-Com, LEPM 044232 Caravan
- 2000 L'Internationale de Coco Briaval est reprise dans le film oscarisé The Internationale de Peter Miller, produit par Willow Pond Films[16],[17]
- 2001 compilation Putumayo PWM 185 Gypsy Caravan (13-02-2001)
- 2003 CD Naïve WN 14038 Rom Gitan Gipsy (coffret 2 CD) A 6219 (disque 1)[18]
- 2005 CD Art-Com, LEPM 032572 Nuit du voyage[19],[20]
- 2006 CD Art-Com, LEPM 048035 Minor Swing
- 2007 La Marseillaise et L'Internationale de Coco Briaval sont utilisées par Karl Zéro dans la BOF de son film Sego et Sarko sont dans un bateau VSD - Canal+
- 2008 CD Art-Com, LEPM 040017 Il ne faut pas briser un rêve
- 2009 CD Art-Com, LEPM 043536 Que du plaisir
- 2011 CD Art-Com, LEPM 040025 La bande à Coco
- 2011 CD Art-Com, LEPM 041715 Twilight Swing
- 2013 CD Art-Com, Sunset France, distribution Harmonia Mundi PS66426 The New Gipsy Swing
- 2013 musiciens de l'album Les plus belles chansons de Colo de l'artiste Agatha de Co label Le Dé Magique, LEPM 048012
- 2014 CD single Ne nous quitte pas Art-Com 3610154659541
- 2014 musiciens de l'album "Gipsy and Roma Saxophone" de l'artiste Zézé Briaval, label Art-Com, LEPM 048211
- 2014 musiciens de l'artiste néerlandaise Denise Jannah, label Fever Music, LC Music 5176
- 2016 musiciens de l'album Mon souhait de l'artiste Biddie Briaval Hv-Com MGO, LEPM 048421
- 2017 CD Art-Com, distribution LEPM, Manoush Crossover Jazz
- 2019 CD Art-Com, distribution LEPM, Sur les chemins.

Coco Briaval a, aujourd’hui encore, une discographie prolifique, réenregistrant en Provence pour le label Art-Com les œuvres qui firent son succès et de nouvelles compositions inédites avec tout autant d’intérêt musical. Leur avant-dernier album original, The New Gipsy Swing, a été enregistré en 2012 en Avignon, publié par Sunset France et distribué par Harmonia Mundi en 2013. Leur dernier album original, Sur les chemins, a été enregistré en 2019, également en Avignon et à Marignane, publié par le label Art-Com la même année.

## Concerts

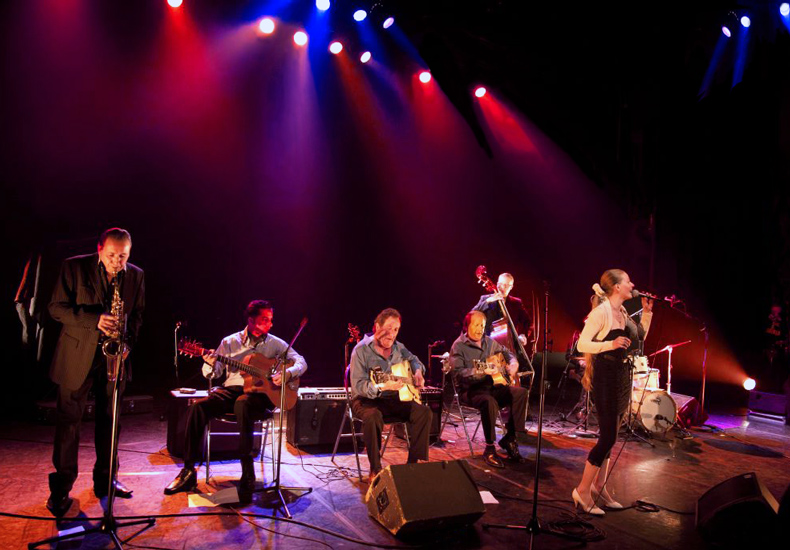
Coco Briaval au Festival Django Reinhardt de Samois en juin 2006.

Le groupe Coco Briaval s'est produit sur scène à Paris depuis 1964 au Blues Jazz Museum, au Caveau de la Huchette, au Trois Mailletz, au Blue Note avec Dexter Gordon, lors de l'ultime Festival de Jazz de la Salle Wagram en 1966 plusieurs années au Festival Django Reinhardt de Samois-sur-Seine, ainsi qu'en première partie d'artistes reconnus lors des Musicoramas à l'Olympia, notamment Juliette Gréco en 1966, Michel Polnareff en 1967, Otis Redding en 1966, puis de Nicole Croisille et Pierre Barouh au Moulin Rouge le 20 octobre 1966, Alain Barrière, Marcel Amont, Hugues Aufray, Claude Nougaro, Dexter Gordon...
À compter de 1971, le groupe manouche se produit régulièrement à l'international et dans les festivals de jazz avec l'arrivée des enfants des frères Briaval : Zézé (saxophone), Alexandre (contrebasse), Pascal (guitare d'accompagnement) et Chantal (chant). De ces tournées, Zézé et Chantal enregistreront chacun un album solo, soutenus par la fratrie respectivement en 2014 et 2016.
Coco Briaval a programmé et dirigé jusqu'en 2010 le Festival de Jazz de Saint-Rémy-de-Provence dans les Alpilles.

## Formation en 2014
Le clan Briaval est aujourd'hui formé de sept musiciens, :
- Henri Coco Briaval, guitare manouche
- Gilbert Briaval, batterie, chant
- René Briaval, guitare manouche
- Zézé Briaval, saxophone (clarinette avant 1990)
- Alexandre Briaval, contrebasse, guitare
- Pascal Briaval, guitare
- Chantal Briaval, chant.